# 2025年中華職棒明星對抗賽
2025年中華職棒明星對抗賽是中華職棒36年球季中舉辦的明星賽，於2025年7月19日與7月20日在台北大巨蛋舉行，並由台灣精品冠名為2025台灣精品中華職棒明星對抗賽。本屆明星賽延續2024年明星賽的分隊模式，分為中華隊與明星隊進行兩場賽事。

## 球員票選
明星隊由球迷與專業人員進行票選。其中球迷投票包含通訊投票(加權5倍)、網路票選(加權1倍)，雜誌選票(加權10倍)，球迷投票經加權後佔比總票數60%；專業人員則包含具投票資格的教練、球員、媒體，佔比總票數40%。中華隊則由2026年世界棒球經典賽的教練團遴選，若與明星隊票選結果重疊，則優先代表中華隊出賽，但仍被認定為明星賽票選先發。

### 明星隊票選名單
| 守備位置 | 球員           |
| -------- | -------------- |
| 先發投手 | 徐若熙（味全） |
| 中繼投手 | 伍立辰（兄弟） |
| 救援投手 | 林詩翔（台鋼） |
| 捕手     | 戴培峰（富邦） |
| 一壘手   | 許基宏（兄弟） |
| 二壘手   | 岳東華（兄弟） |
| 三壘手   | 王威晨（兄弟） |
| 游擊手   | 江坤宇（兄弟） |
| 外野手   | 陳傑憲（統一） |
| 外野手   | 宋晟睿（兄弟） |
| 外野手   | 岳政華（兄弟） |
| 指定打擊 | 魔鷹（台鋼）   |

註:粗體字表示同時被選入中華隊，因此優先代表為中華隊出賽。

## 參賽名單
| 中華隊 | 中華隊                |
| ------ | --------------------- |
| 總教練 | 曾豪駒（樂天）        |
| 教練團 | 高志綱（統一）        |
| 教練團 | 彭政閔（兄弟）        |
| 教練團 | 王建民（兄弟）        |
| 教練團 | 陳江和（兄弟）        |
| 教練團 | 張建銘（味全）        |
| 教練團 | 高國輝（富邦）        |
| 投手   | 徐若熙（味全）        |
| 投手   | 江國豪（富邦）        |
| 投手   | 李東洺（富邦）        |
| 投手   | 陳冠宇（樂天）        |
| 投手   | 陳宇宏（台鋼）        |
| 投手   | 張奕（富邦）          |
| 投手   | 陳柏清（台鋼）        |
| 投手   | 呂詠臻（樂天）        |
| 投手   | 陳冠偉（味全）        |
| 投手   | 王志煊（樂天）        |
| 投手   | 黃子鵬（樂天）        |
| 投手   | 莊昕諺（樂天）        |
| 投手   | 郭俊麟（統一）        |
| 投手   | 陳柏豪（樂天）        |
| 捕手   | 吉力吉撈·鞏冠（味全） |
| 捕手   | 蔣少宏（味全）        |
| 捕手   | 戴培峰（富邦）        |
| 內野手 | 張政禹（味全）        |
| 內野手 | 李凱威（味全）        |
| 內野手 | 林智勝（味全）        |
| 內野手 | 潘傑楷（統一）        |
| 內野手 | 岳東華（兄弟）        |
| 內野手 | 朱育賢（味全）        |
| 內野手 | 江坤宇（兄弟）        |
| 外野手 | 邱智呈（統一）        |
| 外野手 | 陳傑憲（統一）        |
| 外野手 | 曾頌恩（兄弟）        |
| 外野手 | 胡金龍（統一）        |
| 外野手 | 林安可（統一）        |
| 外野手 | 陳晨威（樂天）        |

| 明星隊         | 明星隊             | 明星隊           | 明星隊           |
| -------------- | ------------------ | ---------------- | ---------------- |
| 總教練         | 平野恵一（兄弟）   | 平野恵一（兄弟） | 平野恵一（兄弟） |
| 教練團         | 林岳平（統一）     | 林岳平（統一）   | 林岳平（統一）   |
| 教練團         | 古久保健二（樂天） |                  |                  |
| 教練團         | 葉君璋（味全）     |                  |                  |
| 教練團         | 陳金鋒（富邦）     |                  |                  |
| 教練團         | 洪一中（台鋼）     |                  |                  |
| 先發球員       | 先發球員           | 替補球員         | 替補球員         |
| 投手           | 後勁（台鋼）       | 投手             | 黃保羅（富邦）   |
| 投手           | 高塩將樹（統一）   | 投手             | 梅賽斯（統一）   |
| 投手           | 林詩翔（台鋼）     | 投手             | 蔡齊哲（兄弟）   |
|                |                    | 投手             | 伍祐城（台鋼）   |
| 呂彥青（兄弟） |                    | 投手             |                  |
| 賴胤豪（樂天） |                    | 投手             |                  |
| 富藍戈（富邦） |                    | 投手             |                  |
| 張誠恩（台鋼） |                    | 投手             |                  |
| 捕手           | 高宇杰（兄弟）     | 捕手             | 張閔勛（樂天     |
|                |                    | 捕手             | 林岱安（統一）   |
| 一壘手         | 許基宏（兄弟）     | 內野手           | 曾子祐（台鋼）   |
| 二壘手         | 林子偉（樂天）     | 內野手           | 林子豪（統一）   |
| 三壘手         | 王威晨（兄弟）     | 內野手           | 王博玄（台鋼）   |
| 游擊手         | 張育成（富邦）     | 內野手           | 劉俊緯（味全）   |
|                |                    | 內野手           | 劉基鴻（味全）   |
| 外野手         | 詹子賢（兄弟）     | 外野手           | 郭天信（味全）   |
| 外野手         | 宋晟睿（兄弟）     | 外野手           | 林佳緯（統一）   |
| 外野手         | 岳政華（兄弟）     | 外野手           |                  |
| 指定打擊       | 魔鷹（台鋼）       | 指定打擊         | 陳俊秀（兄弟）   |

註1:中華隊黃恩賜、林立因傷辭退出賽，改由陳柏豪、陳宇宏遞補。

註2:中職明星隊盧孟揚、伍立辰、曾峻岳、林靖凱因傷辭退出賽，改由蔡齊哲、呂彥青、富藍戈、劉俊緯遞補。

註3:中職明星隊魔鷹於首日賽前，因妻子搭機來台途中驟逝而臨時退出賽事，聯盟也未再替補球員。

## 賽事結果

### 第一場
| 中華隊 | 0 | 0 | 0 | 0 | 1 | 0 | 6 | 0 | 0 | 7 | 12 | 0 |
| 明星隊 | 0 | 1 | 0 | 0 | 0 | 4 | 0 | 0 | 0 | 5 | 18 | 3 |
| 先發投手： 中華：陳宇宏 明星：黃保羅 勝投： 江國豪 敗投： 呂彥青 中繼成功： 賴胤豪、伍祐城、張誠恩、呂詠臻、陳柏豪 救援成功： 陳冠偉 單場MVP： 蔣少宏／ 勝利打點： 朱育賢 觀眾人數： 40,000人 比賽時間：02:52 裁判： 主審 -尤志欽、一壘審 -吳家維、二壘審 -羅鈞鴻、三壘審 -紀華文、左線審 -林金達、右線審 -王俊宏 比賽總記錄 |   |   |   |   |   |   |   |   |   |   |    |   |

### 第二場
| 明星隊 | 0 | 0 | 0 | 0 | 0 | 0 | 0 | 0 | 0 | 0 | 3 | 1 |
| 中華隊 | 0 | 0 | 0 | 0 | 0 | 0 | 0 | 0 | 0 | 0 | 6 | 0 |
| 先發投手： 明星：後勁 中華：黃子鵬 勝投： 無 敗投： 無 中繼成功： 梅賽斯、蔡齊哲、郭天信、伍祐城、富藍戈、宋晟睿、李東洺、陳柏清、莊昕諺、徐若熙、王志煊 單場MVP： 朱育賢 觀眾人數： 40,000人 比賽時間:02:39 裁判： 主審 -林金達、一壘審 -羅鈞鴻、二壘審 -吳家維、三壘審 -王俊宏、左線審 -紀華文、右線審 -張展榮 註解： 中華隊於全壘打加賽以2比1擊敗明星隊 比賽總記錄 |   |   |   |   |   |   |   |   |   |   |   |   |

## 戰技賽
除明星對抗賽外，聯盟亦舉辦了「鐵捕封殺王」、「全方位打擊王」、「全壘打大賽」共三項戰技賽。
| 鐵捕封殺王   | 葉君璋 |
| 全方位打擊王 | 後勁   |
| 全壘打大賽   | 曾頌恩 |

## 外部連結
- 2025年中華職棒明星對抗賽在台灣棒球維基館上的頁面（繁體中文）